# Ptsjelarovo (Kardzjali)
Ptsjelarovo (Bulgaars: Пчеларово) is een dorp in Bulgarije. Het is gelegen in de gemeente Tsjernootsjene, oblast  Kardzjali en telde op 31 december 2018 zo’n 106 inwoners. Er is tevens een  gelijknamig dorp in de gemeente General Tosjevo in oblast  Dobritsj.

## Bevolking
De bevolking heeft sinds de volkstelling van 1946 te kampen met een zeer sterke bevolkingsafname. Tussen 1946 en 2018 heeft het dorp 1002 inwoners verloren, ofwel 90,5% van het inwonersaantal. Op 31 december 2019 telde het dorp 106 inwoners.
| Jaar            | 1934 | 1946 | 1956 | 1965 | 1975 | 1985 | 1992 | 2001 | 2011 | 2018 |
| Aantal inwoners | 1105 | 1107 | 877  | 749  | 519  | 308  | 226  | 212  | 142  | 105  |

Volgens de volkstelling van 2011 vormen etnische Bulgaren 98,5% van de bevolking van het dorp.